# Wilhelm von Krauseneck
Johann Wilhelm von Krauseneck (Bayreuth, 13 de Outubro de 1774 — 2 de Novembro de 1850) foi um marechal-de-campo prussiano e chefe do Estado-Maior.

## Honrarias
- Pour le Mérite
- Ordem da Águia Vermelha
- Ordem da Águia Negra